# Anisopleura yunnanensis
Anisopleura yunnanensis är en trollsländeart som beskrevs av Zhu och Zhou 1999. Anisopleura yunnanensis ingår i släktet Anisopleura och familjen Euphaeidae. IUCN kategoriserar arten globalt som otillräckligt studerad. Inga underarter finns listade i Catalogue of Life.